# カッティングマット

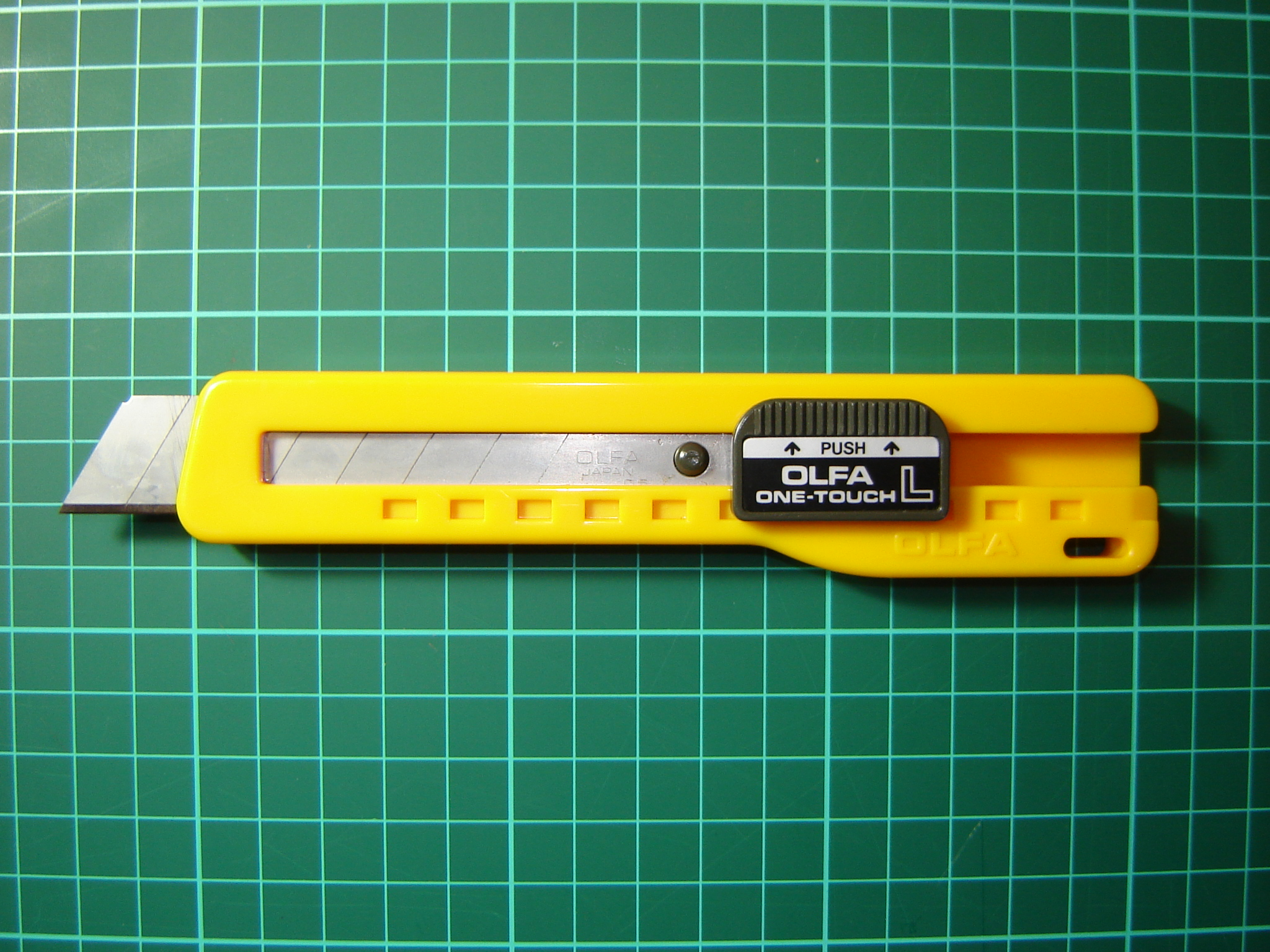
カッティングマットとカッターナイフ

カッティングマット（英語: Cutting mat）とは、カッターナイフで薄い紙類または紙状・布状のものを切断・裁断する際、下に敷いて使う文房具である。カッターマットともいう。

## 使用目的など
カッターナイフで薄いものを切断する際、直接机の上に置いて作業をすると刃が机に当たり、机を傷つけてしまう。そのため、机の上にカッティングマットを敷いてその上で作業をすることで、机に傷がつくのを防ぐ。材質はおもに塩化ビニル（軟質あるいは硬質）やオレフィンである。
面と鉛直方向に動かした刃の切り跡が表面の凹凸としてあらわれにくいという特徴があるため、通常のカッティングに繰り返し利用してもその利便性はなかなか失われない。しかし、決して「切れない」素材ではないため、縁部分をそぎ落としたり、V字・U字状にえぐるような傷を表面につけたりすると、利用に支障をきたすような凹凸が残る。
なお、古新聞・古雑誌・不要な厚紙などでもカッティングマットの代用とすることはできる。
マウスパッドの代用とすることもできる。

## 形状
概ねA4判 - A5判サイズのプラスチック板であるが、大型部材のカッティングに利用するものにはA1判以上のものもある。表面に0.5 cm - 1 cm単位の目盛りが付いている。